# Ak-Terek (okręg wiejski Dżałpak-Tasz)
Ak-Terek (kirg. Ак-Терек; ros. Ак-Терек, Ak-Tieriek) – wieś w Kirgistanie, w obwodzie oszyńskim, w rejonie Özgön, w okręgu wiejskim Dżałpak-Tasz. W 2009 roku liczyła 500 mieszkańców.